# 盤の沢駅
盤の沢駅（ばんのさわえき）は、かつて北海道美唄市盤の沢（現・美唄市盤の沢町本町）に存在した三菱鉱業美唄鉄道線（美唄鉄道）の駅（廃駅）である。

## 概要
1972年（昭和47年）5月31日まで運行していた三菱鉱業美唄鉄道線（美唄鉄道）の鉄道駅であり、美唄駅から4番目の駅であった。美唄市の盤の沢地区に位置し、当鉄道が運用されていた頃は盤の沢地区住民の最寄の駅となっていた。
また、滝の沢火力発電所向けと新美唄炭砿向けの2つの専用線を管轄していた。

## 歴史
当初は発電所従業員の利便のため設置された。

### 年表
- 1925年（大正14年）
  - 8月：滝の沢火力発電所向け滝ノ沢支線敷設及び運行開始。
  - 12月15日：美唄鉄道の駅として、後の位置より400 m美唄寄りに当駅（停留所）開設[3]。
- 1926年（大正15年）
  - 11月：停車場に変更（同時に移転か？）。
  - 12月20日：移転によるマイル程変更[4]。
- 時期不詳：徳田新美唄炭礦より当駅積込場へ馬車軌道を敷設運炭[5]。
- 1939年（昭和14年）：三菱美唄炭礦滝の沢一坑出炭開始[6]。
- 時期不詳：三井鉱山新美唄炭礦の積込ホッパーへ専用線敷設。
- 1950年（昭和25年）
  - 2月：三菱美唄炭礦滝の沢二坑（通称・滝新坑）出炭開始[6]。
  - 4月25日：三菱鉱業美唄鉄道の駅となる。
- 1963年（昭和38年）
  - 月日不詳：三菱美唄炭礦滝の沢閉山[7]。
  - 8月：北菱産業我路炭礦が三菱美唄の滝の沢一坑を租借出炭[6][8]。
- 1966年（昭和41年）3月31日：三舟鉱業美唄鉱業所（旧・三井新美唄）閉山[7]。
- 1970年（昭和45年）10月1日：無人化[7]。
- 1972年（昭和47年）6月1日：三菱鉱業美唄鉄道線廃止により廃駅。

## 駅構造
1962年（昭和37年）時点で、駅舎は構内我路側に寄った南側の、現・道道135号傍に設置され、駅舎前を通り駅舎横我路側に設けられた貨物ホームを利用する貨物積卸線を挟んで、構内我路寄りに、上屋を持つ島式ホーム1面2線と、その駅裏に留置線2本、その外側に駅構内のほぼ中央やや西寄りに設けられて駅裏の選炭施設から構内をコンベアで跨線して連絡する三菱美唄炭砿滝の沢坑の積み込み設備へ石炭積み込み線1本、さらにその外側に草生す細長い空き地を挟んで、駅裏構外東明側に設けられた坑木置き場へ向かう坑木線2本を有した。構内我路側端の分岐器近くからは、駅裏側集合線から分岐した引き上げ線が本線北側に沿って美唄川に掛かる橋梁付近まで伸びていた。また駅舎からホームへは、駅裏の滝の沢坑の事務棟前へ連絡する跨線人道橋からホーム東明側端へ階段で連絡していた。
駅舎前を通る貨物積卸線の我路側から、駅表の南にある三菱鉱業美唄動力所（滝の沢火力発電所）の貯炭場と建屋前に向かって専用線が分岐していた。この分岐点近くからは専用線の外側に蒸気機関車用の給水タンクとアッシュピットをもつ短い側線も分岐していた。また、構内東明側からは三舟鉱業美唄鉱業所（旧・三井新美唄炭礦）の積込み施設へ向かう専用線が、本線北側に400 m程並走した後、大きく膨らみながら2本の積込線に別れて向かっていた。

## 利用状況
| 乗車人員推移 | 乗車人員推移 |
| 年度         | 1日平均人数  |
| ------------ | ------------ |
| 1951         | 1,535        |
| 1960         | 836          |
| 1965         | 35           |
| 1966         | 60           |

## 駅周辺
2012年（平成24年）10月までは、美鉄バスの廃止を受けて美唄市民バスが美唄炭山駅跡近くの美唄国設スキー場まで運行し、当地区には盤の沢停留所があったが、現在では旧・東明駅付近のアルテピアッツァ美唄止まりとなっており、近辺への公共交通機関の定期運行はない。
- 美唄川
- 美唄滝の沢川
- 盤の沢川
- 北海道道135号美唄富良野線（旧・美唄炭山線）
- 三菱美唄炭鉱滝ノ沢鉱事務所跡[12]
- 三井新美唄炭砿（二坑）跡は市の浄水場となっており、敷地奥北側に円錐漏斗状の原炭ホッパーが残されている。

## 隣の駅
三菱鉱業
美唄鉄道線
東明駅 - 盤の沢駅 - 我路駅